# 高橋哲
高橋 哲（たかはし さとし、1951年9月13日 -　）は、日本の心理臨床家・臨床心理士。芦屋生活心理学研究所代表者・所長、兵庫県スクールカウンセラースーパーバイザー、神戸学院大学客員教授、兵庫県臨床心理士会理事、アジアントラウマカウンセリングセンター代表。大阪府出身。

## 経歴・人物
岡山大学文学部哲学科卒業。芦屋生活心理学研究所を開設し心理臨床を行っていた父親の影響を受け、心理臨床家として活動を始める。
阪神・淡路大震災の際、日本臨床心理士会現地活動本部長を務めた。
その後も新潟県中越沖地震、スマトラ沖地震、中国四川大地震などをはじめとした災害・事故・事件に際して、心のケアに関する支援活動を行っている。
兵庫県尼崎市内にある複数の中学校でカウンセラーとして働く高橋の多忙な姿を追ったETV特集『いつでもおいで 〜スクールカウンセラーと中学生〜』（NHK）が1998年11月19日に放送されている（同番組は2007年12月に再放送された）。
東日本大震災後、被災地担当スーパーバイザーとして八面六臂の活躍を見せるが、その歯に衣着せぬ言動が時に誤解を受け、一部では不当とも言える扱いを受けている。
しかし現地での評価は高く、今後も災害支援の第一線での活躍が求められる人物である。

## 主な編著書
『トラウマとPTSDの心理援助 －心の傷に寄りそって－』（2009年、金剛出版）